# Dario Mangiarotti

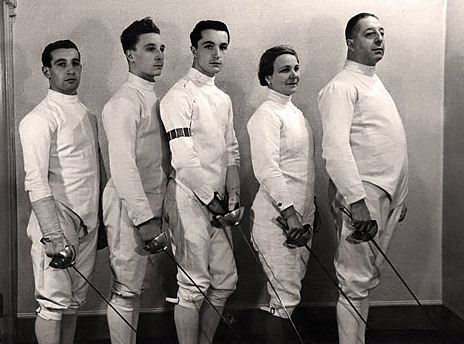
Die Familie Mangiarotti (erster von links: Dario)

Dario Mangiarotti (* 18. Dezember 1915 in Mailand; † 9. April 2010 in Lavagna) war ein italienischer Degenfechter.
Darios Vater Giuseppe Mangiarotti war ein erfolgreicher Degenfechter, der 17 italienische Meistertitel erringen konnte. Er eröffnete 1908 einen Fechtsaal in Mailand, in dem er italienische Degenfechter an die Weltspitze heranführte. Zu seinen Schülern gehörten auch seine Söhne Dario  und der etwas über drei Jahre jüngere Edoardo Mangiarotti.
Dario Mangiarotti gewann bei den Olympischen Spielen 1948 Silber mit der Degenmannschaft, in der auch sein Bruder stand. Bei den Fechtweltmeisterschaften 1949 in Kairo gewann Dario Gold im Einzel und mit der Mannschaft. Der Einzelsieg war Darios einziger Titel ohne brüderliche Unterstützung. Bei den Olympischen Spielen 1952 gewann Dario Silber im Einzelwettbewerb hinter seinem Bruder und Gold im Mannschaftswettbewerb mit seinem Bruder.
Nach 1952 widmete sich Dario verstärkt der von seinem Vater übernommenen Fechtschule, in die dann später auch sein Bruder als Fechtmeister eintrat. Die beiden Brüder fungierten dann in der Folge als Ausbilder mehrerer Generationen von Weltklassefechtern.